# Stege Nor
Stege Nor är en lagun (strandsjö) i Danmark. Den ligger i Region Själland, i den sydöstra delen av landet, 80 km söder om Köpenhamn.
Stege Nor ligger vid staden Stege på ön Møn. Det förbinds med Stege Bugt genom ett smalt vattendrag genom Stege.